# روس مورغان
روس مورغان (12 فبراير 1941 بأوكلاند في نيوزيلندا - ) (بالإنجليزية: Ross Morgan)‏ هو لاعب كريكت نيوزلندي. شارك مع منتخب نيوزيلندا الوطني للكريكت.

## وصلات خارجية
- روس مورغان على موقع إي آس بي آن كريك إنفو (الإنجليزية)